# Мари Бремон
Мари Бремон (фр. Marie Brémont; Нант, 25. април 1886 — Канде, 6. јун 2001) била је француска суперстогодишњакиња која је према гинисовој књизи рекорда носила титулу најстарије живе особе на свету у периоду од 21. новембра 2000. до 6. јуна 2001. године.

## Биографија
Мари Бремон рођена је у Нанту, Француска, 25. априла 1886. године. Отац јој је био дрвосеча. Њен први муж, железнички радник Константин Леамитре, погинуо је у Првом светском рату. Поново се удала за таксисту Флорентина Бремона, који је умро 1967. године. Није имала деце. Током свог живота радила је као пољопривредница, дадиља, кројачица и радница у фабрици лекова.
У 103. години  ударио ју је аутомобил и услед тога сломила је руку. Последњих година свог живота живела је у пензионерском дому у Кандеу.
На њен 115. и последњи рођендан, вид и слух су јој се погоршали, али упркос томе, била је поносна што је најстарија особа на свету.
Мари Бремон преминула је у Кандеу, Француска, 6. јуна 2001. године, у доби од 115 година и 42 дана. Након њене смрти, тада 114-годишња Мод Фарис-Луз из Сједињених Америчких Држава, постала је најстарија жива особа на свету.